# Heart of Glass
Heart of Glass je skladba americké new wave skupiny Blondie, kterou napsala zpěvačka Debbie Harry s kytaristou Chrisem Steinem. Skladba se nachází na jejich třetím studiovém albu Parallel Lines z roku 1978. Vyšla v lednu 1979 jako třetí singl a v mnoha zemích dosáhla 1. místa v hudebních žebříčcích, včetně USA a Spojeného království.
V prosinci 2004 ji časopis Rolling Stone ve svém seznamu Rolling Stone-500 nejlepších písní všech dob zařadil na 255. místo. Později po upravení seznamu v dubnu 2010 se umístila na 259. místě. Časopis Slant Magazine ji umístil na 42. místo ve svém seznamu největších tanečních skladeb všech dob. Server Pitchfork Media ji zařadil na 18. místo ve svém seznamu nejlepších skladeb 70. let.
V roce 2015 byla "Heart of Glass" zařazena na 56. místo v oficiálním seznamu nejprodávanějších singlů všech dob s prodejem více než 1,3 milionu kopií.

## Seznam skladeb
UK 7 "(CHS 2275)
1. "Heart of Glass" (Debbie Harry, Chris Stein) - 3:54
2. "Rifle Range" (Stein, Ronnie Toast) - 3:37

UK 12 "(CHS 12 2275)
1. Heart of Glass "" (Disco Version) (Harry, Stein) - 5:50
2. "Heart of Glass" (Instrumental) (Harry, Stein) - 5:17
3. "Rifle Range" (Stein, Toast) - 3:37

US 7 "(CHS 2295)
1. "Heart of Glass" (Harry, Stein) - 3:22
2. "11:59" (Jimmy Destri) - 3:20

US 12 "(CDS 2275)
1. "Heart of Glass" (Disco Version) (Harry, Stein) - 5:50
2. "Heart of Glass" (Instrumental) (Harry, Stein) - 5:17

US 1995 Remix CD (7243 858387 2 9)
1. "Heart of Glass" (Diddy 's Remix Edit) - 3:57 *
2. "Heart of Glass" (Original Single Version) - 3:54
3. "Heart of Glass" (MK 12 "Mix) - 7:16
4. "Heart of Glass" (Richie Jones Club Mix) - 8:42
5. "Heart of Glass" (Diddy 's Adorable Illusion Mix) - 7:33

UK 1995 Remix CD (7243 882236 2 1)
1. "Heart of Glass" (Diddy 's Adorable Edit) - 3:57
2. "Heart of Glass" (Diddy 's Adorable Illusion Mix) - 7:33
3. "Heart of Glass" (Richie Jones Club Mix) - 8:42
4. "Heart of Glass" (MK 12 "Mix) - 7:16
5. "Heart of Glass" (Original 12 "Mix) - 5:50 **

- Tento mix je stejný jako UK Diddy 's Adorable Edit.
  - Toto je originál 1979 Disco Version.

### Žebříčky
| Chart (1979)                     | Peak position |
| -------------------------------- | ------------- |
| Austrálie (Kent Music Report)    | 1             |
| Finsko (Suomen Virallinen lista) | 11            |
| Jižní Afrika (Springbok Radio)   | 2             |
| USA (Adult Contemporary)         |               |
| USA (Billboard Hot 100)          | 1             |
| USA (Disco Top 80)               | 58            |
| USA (Cash Box)                   | 1             |
| USA (Record World)               | 1             |